# Bataille de Chahar Asyab

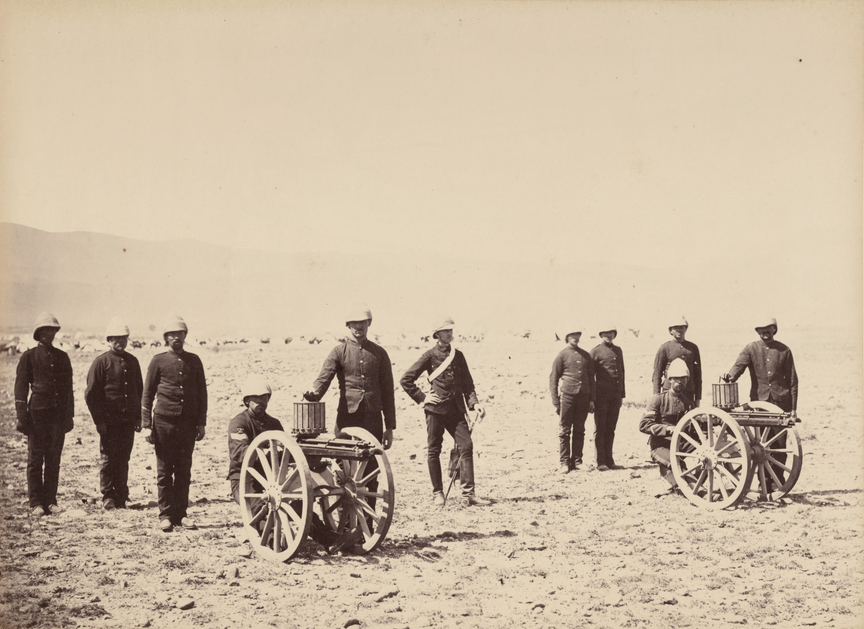
Mitrailleuses Gatling au cours de la deuxième guerre anglo-afghane.

La Bataille de Chahar Asyab est un épisode de la deuxième guerre anglo-afghane qui, le 6 octobre 1879, a mis aux prises entre le corps expéditionnaire anglo-indien et l'armée régulière afghane, appuyée par les tribus locales.
L'orthographe du toponyme fluctue dans les comptes-rendus d'époque : la dépêche officielle de la London Gazette indiquait Charasiab, mais les régiments engagés furent cités à l'ordre de l'Armée impériale pour leur fait d'armes à Charasiah, cependant que les mémoires du général Roberts, tout comme la barrette de la médaille de l'Afghanistan, donnent la graphie Charasia.

## La bataille
La première phase de la guerre d'Afghanistan s'était achevée au mois de mai 1879 par le Traité de Gandomak ; mais au mois de septembre 1879, l'émissaire britannique était assassiné à Kaboul, et les hostilités reprirent de plus belle. Les Britanniques mirent sur pied un corps expéditionnaire, le régiment de Kaboul (Kabul Field Force), qu'ils placèrent sous les ordres du général Frederick Roberts. Le soir du 5 octobre 1879, Roberts parvint à Chahar Asyab, bourg poussiéreux s'étendant à 12 km au sud de Kaboul, où il campa en attendant l'arrivée du train. Au matin suivant, il aperçut l'armée afghane prenant position sur la crête de collines, équipée d'artillerie et renforcée par les tribus locales. Elle était commandée par Nek Mohammed Khan, gouverneur militaire de Kaboul et oncle de l'émir déchu, Yakub Khan, et s'apprêtait manifestement à attaquer.
Sans attendre, Roberts fit mine de charger l'aile gauche des Afghans, puis lança le gros de ses forces à l'aile droite. Le combat dura plusieurs heures, et permit de repousser l'armée afghane : à 15h45, les Britanniques s'ouvraient de nouveau un passage vers Kaboul. Roberts atteignit finalement cette métropole, qu'il occupa le 13 octobre.
Les Britanniques, équipés d'une arme nouvelle : deux mitrailleuses Gatling, déploraient 18 morts et 70 blessés ; ils avaient fait plus de 300 victimes chez les Afghans, et s'étaient emparés de 20 canons ennemis, dont un obusier en bronze de 8 pouces, fourni précédemment à l'armée afghane.